# كشف الغمة في نفع الأمة
كشف الغمة في نفع الأمة كتاب يشرح الرجز المسمى بالمقنع في علم أبي مقرع وكشف الغمة هو لنصير الدين أبي العباس أحمد بن الحاج الأمير الغلاوي وكتابه في علم الفلك والمواقيت.

## انظر أيض
- مؤلفات تمبكتو
- صور الكتاب
- وقت